# Жук Макар Тимофійович
Мака́р Тимофі́йович Жук (1906 , Стара Чортория, Новочарторийська волость, Новоград-Волинський повіт, Волинська губернія, Російська імперія  — невідомо ) — український державний діяч. Депутат Верховної Ради УРСР першого скликання (1938–1947).

## Біографія
Народився 1906 року в селі Стара Чортория, нині Любарський район, Житомирська область, Україна в родині селянина-бідняка. Закінчив 4 класи церковно-парафіяльної школи. Працював на селі в наймах до 1929 року. У грудні 1929 — листопаді 1930 року — колгоспник колгоспу «Нова Перемога» села Стара Чортория.
У листопаді 1930 — січні 1933 року — працював на шахтах Донбасу, до грудня 1933 року — у колгоспі «Нова Перемога». 
У березні 1934 року закінчив курси трактористів, після чого працював трактористом на машино-тракторних станціях Любарського району Житомирської області, зокрема був бригадиром Привітівської МТС.
1938 року був обраний депутатом Верховної Ради УРСР першого скликання по Янушпольській виборчій окрузі № 22 Житомирської області.
Член ВКП(б) з 1939 року.
Під час Великої Вітчизняної війни — у діючій армії з липня 1941 року. Служив парторгом батареї, молодшим тракторним механіком, тракторним механіком 3-го дивізіону 121-ї окремої гаубичної артилерійської бригади великої потужності Резерву головного командування. Війну закінчив у Берліні.

## Родина
Мав дві родини. Першу, в якій залишив трьох дітей і дружину. Виставив їх з оселі, в яку привів коханку, яка працювала у нього водієм. Надалі, створив з нею другу сім'ю, мав дітей. Доньки від двох жінок ходили в один клас. Друга родина, до якої він пішов, з часом вигнала його з дому, як колись він зробив із першою родиною 
Дружину Антоніну доглядала до смерті донька Тетяна. Вона і нині жива. Діти Леонтій та Олена вже померли, у кожного була своя родина та діти. Всі отримали освіту

## Нагороди
- орден Трудового Червоного Прапора.
- Орден Вітчизняної війни 2-го ступеня (22.05.1945).
- орден Червоної Зірки (22.01.1944).
- медаль «За відвагу» (22.07.1944)
- медаль «За оборону Москви» (19.01.1944).
- медаль «За оборону Ленінграда» (25.03.1945).
- медаль «За визволення Варшави» (12.10.1945).
- медаль «За взяття Берліна» (12.10.1945).
- Медаль «За перемогу над Німеччиною у Великій Вітчизняній війні 1941—1945 рр.» (12.10.1945).